# Fernando Jorge
Fernando Jorge (Cienfuegos, 3 december 1998) is een Cubaans kanovaarder.
Jorge won samen met Serguey Torres tijdens de Olympische Zomerspelen 2020 de gouden medaille in de C-2 1000m.

## Belangrijkste resultaten

### Olympische Zomerspelen
| Editie | Plaats         | Resultaten             |
| ------ | -------------- | ---------------------- |
| 2016   | Rio de Janeiro | 6e C-2 1000m           |
| 2020   | Tokio          | 7e C-1 1000m C-2 1000m |

### Wereldkampioenschappen vlakwater
| Jaar | Plaats           | Resultaten                              |
| ---- | ---------------- | --------------------------------------- |
| 2017 | Račice           | C-2 1000m                               |
| 2018 | Montemor-o-Velho | C-1 5000m · C-2 1000m                   |
| 2019 | Szeged           | C-1 5000m · C-2 1000m                   |
| 2021 | Kopenhagen       | 8e C-1 5000m · C-2 1000 m · 7e C-2 500m |

1936: Jan Brzák-Felix & Vladimír Syrovátka ·
1948: Jan Brzák-Felix & Bohumil Kudrna ·
1952: Finn Haunstoft & Bent Peder Rasch ·
1956: Alexe Dumitru & Simion Ismailciuc ·
1960: Leonid Geisjtor & Sergej Makarenko ·
1964: Andrei Chimitsj & Stepan Osjtsjepkov ·
1968: Serghei Covaliov & Ivan Patzaichin ·
1972: Vladislavas Česiūnas & Joeri Lobanov ·
1976: Sergej Petrenko & Aleksandr Vinogradov ·
1980: Ivan Patzaichin & Toma Simionov ·
1984: Ivan Patzaichin & Toma Simionov ·
1988: Nicolae Juravschi & Viktor Reneiski ·
1992: Ulrich Papke & Ingo Spelly ·
1996: Andreas Dittmer & Gunar Kirchbach ·
2000: Florin Popescu & Mitică Pricop ·
2004: Christian Gille & Tomasz Wylenzek ·
2008: Aliaksandr Bahdanovitsj & Andrei Bahdanovitsj ·
2012: Peter Kretschmer & Kurt Kuschela ·
2016: Sebastian Brendel & Jan Vandrey ·
2020: Fernando Jorge & Serguey Torres